# جمباز إيقاعي بالطوق

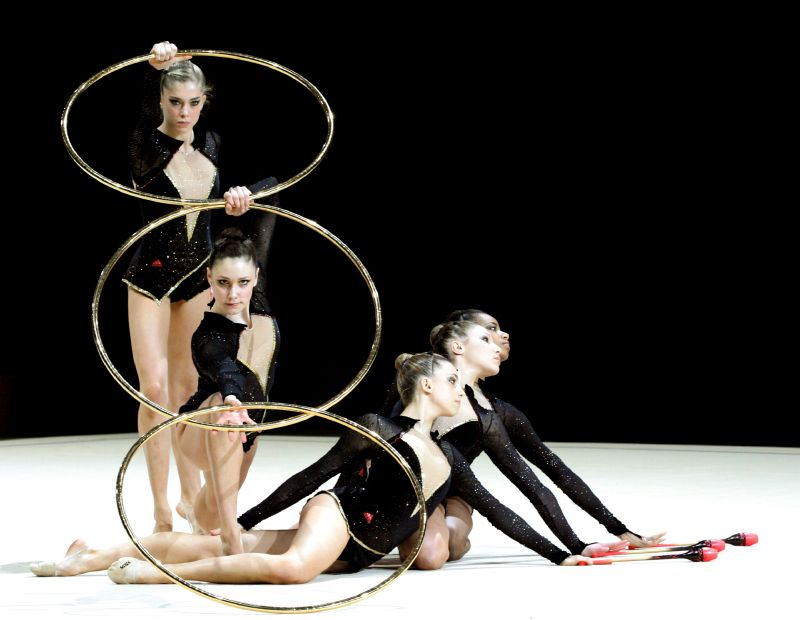
أداء جمباز إيقاعي باستخدام الأطواق.

الطوق هو أداة تستخدم في الجمباز الإيقاعي، ويُصنع إما من اللدائن أو الخشب، ويشترط في تصنيعه أن يحتفظ بشكله كطوق أثناء الأداء. يتراوح القطر الداخلي للطوق بين 51 و 90 سنتيمتراً، ويجب أن لا يقل وزنه عن 300غم  كحدٍ أدنى. قد يكون الطوق بلونٍ طبيعي أو قد يتم تلوينه بلونٍ واحد أو عدّة ألوان، وقد يكون مغطى بشريط لاصق بنفس لون الطوق الأصلي أو بألوان مختلفة عن لون الطوق.
تتضمن المتطلبات الأساسية لأداء الجمباز بالطوق تدويره حول اليد أو الجسم ودحرجته وأرجحته ولفّه بشكل دوائر ورميه والتقاطه وتمريرته حول الجسم.